# Handklovar (tortyrredskap)
Handklovar är ett tortyrinstrument bestående av tumskruvar avsedda för fingrar eller handleder. Smärtan kunde utökas genom att offret hängdes fast vid någonting, fastspänd i handklovar. 
Handklovar var det vanliga tortyrinstrumentet i Sverige under den tid tortyr fortfarande var lagligt. Det är känt som den normala tortyrmetoden under bland annat det stora oväsendets häxprocesser.